# 39 Рыси
39 Рыси (лат. 39 Lyncis), HD 80608 — двойная звезда в созвездии Большой Медведицы на расстоянии (вычисленном из значения параллакса) приблизительно 738 световых лет (около 226 парсеков) от Солнца. Видимая звёздная величина звезды — +6,9m.

## Характеристики
Первый компонент — бело-голубая звезда спектрального класса B9. Радиус — около 1,75 солнечных, светимость — около 86,99 солнечных. Эффективная температура — около 10827 К.
Второй компонент — жёлто-белая звезда спектрального класса F8.